# アーミデール (掃海艇)
アーミデール (HMAS Armidale) はオーストラリア海軍の掃海艇。バサースト級。

## 艦歴
1941年9月1日起工。1942年6月11日、シドニーで就役。
就役後、オーストラリア・ニューギニア間で船団護衛に従事した。
1942年11月7日、ダーウィンに到着。ティモール島への兵員輸送及びティモール島からの兵員及び民間人の収容作戦に投入される。兵員を乗せた「アーミデール」は同型艦「カースルメイン」 と共に11月29日午前1時42分にダーウィンを出航した。11月30日、ティモール島ベタノ (Betano) へ向かっていた2隻は3度航空攻撃を受けたが損害は無く、12月1日の午前3時30分にベタノに着いた。そこで先行していた哨戒艇「Kuru」と出会うはずであったが、そこに「Kuru」はいなかった。そのため2隻は夜明け前に島から離れるため南へ向かった。同日、2隻はティモール島の南で「Kuru」と出会った。「Kuru」のベタノへの到着は予定より遅れたため、掃海艇2隻との合流に失敗したと思われたことから民間人を収容してダーウィンへ向かっているところであった。「Kuru」が収容していた民間人は「カースルメイン」に移され、「アーミデール」と「Kuru」は再びティモール島へ向かった。同日午後3時15分、航空攻撃により「アーミデール」に2本の魚雷が命中し、数分後に転覆して沈没した。